# Patrick Beier
Patrick Beier (* 24. Dezember 1993 in Meiningen) ist ein deutscher Politiker (Die Linke). Er war von 2019 bis 2024 Abgeordneter im Thüringer Landtag.

## Leben
Patrick Beier schloss den Schulbesuch in seinem Geburtsort am Henfling-Gymnasium mit dem Abitur 2012 ab. Er studierte dann bis 2016 an der Universität Jena Wirtschafts- und Politikwissenschaften sowie Soziologie. Anschließend absolvierte er bis 2018 eine Ausbildung zum Verwaltungsfachangestellten und war danach in der Finanzabteilung der Stadtverwaltung von Zella-Mehlis tätig.

## Partei und Politik
Beier war von 2015 bis 2023 Kreisvorsitzender seiner Partei im Kreis Schmalkalden-Meiningen und im dortigen Kreistag Fraktionsvorsitzender. Er gehört für seine Partei dem Stadtrat von Meiningen an.
Bei der Landtagswahl in Thüringen 2019 erhielt Beier ein Mandat über die Landesliste seiner Partei. Bei der Landtagswahl 2024 verpasste er den Wiedereinzug in den Landtag.
Von 2017 bis 2019 war er Mitglied des Landesvorstandes der Partei Die Linke Thüringen.